# Ghost Town
Ghost Town är en låt av den brittiska gruppen The Specials utgiven  1981. I juli 1981 nådde den första plats på UK Singles Chart.
Låten komponerades av Jerry Dammers och tog ett år att skriva. Textmässigt är det en samtidsskildring av en politiskt orolig tid i Storbritannien med våld, massarbetslöshet och rasism. Musikaliskt är låten uppbyggd av en reggae-rytm med jazz-ackord och ett blåsarrangemang influerat av filmmusikkompositören John Barry. I stället för refräng har låten ett kusligt wailande, som enligt Dammers "var avsedd att låta lite mellanösterländskt, som en undergångsprofetia".
År 2020 placerades Ghost Town på andra plats på The Guardians lista över de hundra bästa låtarna genom tiderna som blivit etta på brittiska singellistan.